# 1998 KL
1998 KL är en asteroid i huvudbältet som upptäcktes den 19 maj 1998 av den australiensiske astronomen Frank B. Zoltowski i Woomera.
Asteroiden har en diameter på ungefär 3 kilometer.